# Rescate Wildlife Rescue Center
Rescate Wildlife Rescue Centre, voorheen Rescate Animal Zoo Ave, is een natuurreservaat en reddingscentrum in La Garita de Alajuela in Costa Rica. Een deel van dit asiel is opengesteld voor bezoekers als een dierenpark.

## Beschrijving
Rescate Wildlife Rescue Center is het grootste wildedierenreservaat van Midden-Amerika. Rescate Wildlife bevindt zich op het terrein van een voormalige koffie- en suikerrietplantage.
In de jaren zestig was hier een privé-dierentuin gevestigd en in 1995 werd het reservaat geopend voor gewonde, verweesde en mishandelde dieren uit het wild. Indien mogelijk worden de dieren weer vrijgelaten in het wild en degenen die niet volledig kunnen herstellen blijven in het opvangcentrum. Naast zoogdieren en reptielen worden meer dan 115 vogelsoorten gehouden. Er worden naast voornamelijk inheemse soorten, ook enkele exotische soorten gehouden. Rescate Wildlife heeft ook een dierenziekenhuis en een broedcentrum voor bedreigde diersoorten.
Vogels in Rescate Wildlife zijn onder andere de Swainsons toekan "Grecia" met een kunstmatige snavel. Na mishandeling door jongeren was de bovensnavel van deze toekan afgebroken en in het asiel vervangen door een kunstsnavel van een 3D-printer.

## Locaties
De vrijlatingslocaties van het Rescate Wildlife Rescue Center zijn Río Itiquís in de Central Valley, Parque Nacional Piedras Blancas in de Southern Pacific Region en Bosque Escondido in de Península de Nicoya. De twee belangrijkste projecten bij Río Itiquís waren de herintroductie van de grijskopchachalaca en de toviparkiet.
Tussen 1992 en 1997 werden meer dan 150 chachalaca's vrijgelaten nadat de soort lokaal was uitgestorven. De populatie is inmiddels uitgegroeid tot meer dan tweeduizend vogels. Bij Piedras Blancas zijn er meer dan driehonderd scharlaken ara's en ongeveer veertig gele doodshoofdaapjes van de fokprogramma's van Rescate Wildlife. Beide soorten waren in dit gebied uitgestorven.
Het droogbos van Bosque Escondido heeft meer dan 500 gefokte bruine curasses, evenals meer dan 50 gerehabiliteerde zwarthandslingerapen. In 2016 is op deze locatie een herintroductieproject voor scharlaken ara's gestart. Deze drie soorten waren al zeventig jaar uitgestorven op de Península de Nicoya.